# Die Braut des Satans
Die Braut des Satans (Originaltitel: To the Devil a Daughter) ist ein 1975 entstandener, britisch-deutscher Horrorfilm aus der Hammer Films-Produktion mit Nastassja Kinski in der Titelrolle. An ihrer Seite spielen Richard Widmark und Christopher Lee zwei weitere Hauptrollen. Für Lee war dies der auf lange Zeit letzte Auftritt in einem Hammer-Film. Der Film basiert auf dem 1953 veröffentlichten Roman To the Devil a Daughter von Dennis Wheatley.

## Handlung
Einst war der stets ein wenig ängstliche Brite Henry Beddows durch einen unseligen Pakt gezwungen, seine schwangere Frau Margaret dem von der katholischen Kirche exkommunizierten Pater Michael Rayner anzuvertrauen. Dieser hat nach seinem Rauswurf im idyllischen Bayern eine eigene Satanssekte namens „Die Kirche der Kinder des Herrn“ aufgebaut, die aber tatsächlich einem Wesen der Finsternis, genannt Asteroth, huldigt. Auch Beddows steht unter Rayners Bann. Der Teufelspater hatte Margaret gleich nach der Geburt eines Mädchens, Catherine, ermordet und das Baby mit dem Blut der Mutter getauft. Zwei Jahrzehnte später ist Catherine eine junge Frau geworden und trägt die Kleidung einer Klosternonne. Die unschuldige Catherine, die die finsteren Machenschaften ihres Sektenoberen nicht durchschaut, erhält von diesem die Erlaubnis, sich auf eine Reise nach London aufzumachen, um, wie zu jedem ihrer Geburtstage, ihren Vater Henry zu besuchen. Diesmal steht ihr 18. an, der Beginn der Frauwerdung.
Während einer Vernissage, auf der auch der amerikanische Schriftsteller John Verney, ein Spezialist für okkulte Stoffe, anwesend ist, stößt Henry hinzu und bittet ihn, statt seiner am Flughafen Catherine abzuholen. Verney fährt daraufhin zum Londoner Flughafen und nimmt Catherine mit nach London. Beddows möchte, dass Verney, der durch seine Autorentätigkeit einige Erfahrungen mit dem Okkultismus frönenden Sekten besitzt, sich fortan um Catherine kümmert, da Beddows große Gefahr für Catherine sieht, sollte sie weiterhin unter Pater Rayners Obhut und unter dem Einfluss von dessen Schwarzer Magie stehen. Zurecht, denn der Finsterling im Beichtvater-Rock hat noch „Großes“ vor mit der ihm Anvertrauten: Er will nicht weniger als dass sie die Braut Satans, seines Dämonen Asteroth wird, und sich mit dem Teufel vereinigt. Am Tag von Catherines Volljährigkeit soll es soweit sein, doch nun hält Verney seine schützende Hand über das junge Mädchen, und der nach England zurückreisende oberste Teufelsanbeter setzt all seine Energie ein, um dem Amerikaner seine Braut des Satans wieder abzujagen. Mit telepathischen Kräften kommt er Catherine immer näher und lässt sie allmählich halluzinieren. Bei einem Telefonat zwischen Rayner und Verney droht der Teufelsanbeter dem Schriftsteller, sollte dieser Catherine nicht übergeben. Rayners telepathischen Kräfte sind bald so stark, dass die willenlose Catherine Anna ersticht, eine Freundin Verneys, die in dessen Abwesenheit auf das Mädchen aufpassen sollte.
Anschließend flieht Catherine aus Rayneys Wohnung und torkelt schließlich in die Hände von George De Grass, Rayners rechte Hand. Verney und Annas Freund David Kennedy verfolgen nun Catherines Spur. Rayners Kraft ist bereits so stark, dass er in einer Kirche, in der er nach einer Kette greift, die den von Beddows mit der Sekte geschlossenen Pakt verkörpert, seinen Mitstreiter David Kennedy in Flammen aufgehen lässt. Endlich erfährt Verney von Beddows, der erst nach dem Erhalt der Pakt-Kette auszupacken bereit ist, wo Rayner Catherine versteckt hält. Derweil bereitet der Teufelspater die Vereinigung von Asteroth, einem kleinen, blutverschmierten Gnom, der entlang Catherines Unterleib kriecht, mit Catherine vor. Im letzten Moment taucht Verney auf und kann das Schlimmste verhindern, indem er zunächst George de Grass mit einem Stein erschlägt, den Bannkreis, den Rayner gezogen hat, durchbricht und Rayner mit demselben Stein niederschleudert. Anschließend hebt Verney Catherine vom Altar und trägt sie mit letzter Kraft aus dem Bannkreis. Das Satansritual ist gescheitert.

## Produktionsnotizen
Die Braut des Satans wurde am 4. März 1976 in London uraufgeführt und lief am 20. Mai 1976 in Deutschland an. Von deutscher Seite war die Terra-Filmkunst (Berlin) beteiligt.
Nastassja Kinski spielte hier erst ihre zweite Filmrolle und zugleich ihre erste Rolle auf Englisch. Trotz ihrer erst 14 Jahre zur Drehzeit trat sie in einer Szene auch nackt vor die Kamera.
Nebendarsteller Michael Goodliffe verübte 16 Tage nach der Uraufführung dieses Films Suizid.
Die Indizierung des Films wurde im Mai 2011 aufgehoben. Acht Jahre später erfolgte im Mai 2019 die Neuprüfung durch die FSK, welch den Film ungekürzt ab 16 Jahren freigab.

## Synchronisation
| Darsteller         | Rolle                          | Deutscher Synchronsprecher |
| ------------------ | ------------------------------ | -------------------------- |
| Richard Widmark    | John Verney                    | Arnold Marquis             |
| Christopher Lee    | Pater Michael Rayner           | Christian Rode             |
| Denholm Elliott    | Henry Beddows                  | Edgar Ott                  |
| Nastassja Kinski   | Catherine                      | Ina Patzlaff               |
| Honor Blackman     | Anna Fountain                  | Dagmar Altrichter          |
| Anthony Valentine  | David Kennedy                  | Norbert Langer             |
| Michael Goodliffe  | George de Grass                | Heinz Petruo               |
| Frances de la Tour | Major                          | Marianne Lutz              |
| Brian Wilde        | Bibliothekar in schwarzen Raum | Lothar Blumhagen           |

## Kritiken
Die Kritiken fielen verheerend aus; vor allem wurde das wirre Drehbuch und das Finale, das ganz ohne einen Knalleffekt oder Clou auskommt, kritisiert.

„Primitiver Horror-Schund.“

Der Movie & Video Guide meinte, der Film sei „gut, aber es fehle ihm an Schlagkraft“.
Halliwell‘s Film Guide urteilte: „Konfus erzählt, hochgradig manierierter, diabolischer Thriller“.
Drehbuchautor Chris Wicking selbst nannte den Film ein „schreckliches Durcheinander.“